# Силин мост
Си́лин мост — автодорожный железобетонный арочный мост через Карповку в Санкт-Петербурге, соединяет Петроградский и Аптекарский острова.
Первый деревянный плашкоутный мост был построен в 1760-х годах на месте существовавшего ранее перевоза. В 1776 году перестроен в деревянный трёхпролётный мост, который неоднократно перестраивался и ремонтировался. Существующий железобетонный мост построен в 1935—1936 годах. 

## Расположение
Расположен в Петроградском районе, по оси Каменноостровского проспекта. Ближайшая станция метрополитена — «Петроградская». Рядом с мостом располагается особняк М. К. Покотиловой (1909, архитектор Мариан Лялевич), памятник архитектуры федерального значения. Выше по течению находится Петропавловский мост, ниже — Геслеровский мост.

## Название
В «Санкт-Петербургских ведомостях» за 1795 год мост назван Каменноостровским. Существующее название известно с 1798 года и дано по фамилии владельца земельного участка, купца Фёдора Силыча Силина. В XIX веке существовали ещё два наименования — Карповский и Горбатый.
9 июля 1934 года мост был переименован в Пионерский. Название просуществовало до 4 октября 1991 года, после чего мост снова стал называться Силиным.

## История
Наплавной мост был построен здесь в 1760-х годах на месте существовавшего ранее перевоза. В 1776 году построен постоянный трёхпролётный деревянный мост. В 1825—1826 годах выполнен ремонт по проекту архитектора Викентия Беретти. В 1836 году по проекту архитектора Федотова построен арочный однопролётный мост на деревянных устоях. Сооружение неоднократно ремонтировалось в дереве: в 1847, 1864, 1876 (укреплено для прокладки по нему линии конно-железной дороги), 1878, 1893 годах. В 1902 году городская дума рассматривала вопрос о замене деревянного моста железобетонным, но решение не было принято. В 1906 году он был усилен для прокладки трамвайной линии. Работы производились комиссией городской думы по заведованию общественными работами.
К началу XX века это был трёхпролётный деревянный свайный мост ригельно-подкосной системы. Длина по настилу составляла 35 м, ширина — около 18 м. В 1908 году по нему открылось трамвайное движение:14. В 1925 году из-за вспыхнувших трамвайных проводов произошёл пожар, который был потушен охраной моста.
Существующий железобетонный мост построен в 1935—1936 годах по проекту, составленному инженером Проектного отдела Ленмосттреста Ариадной Саперштейн. Архитектурное оформление выполнено по проекту архитектора Константина Дмитриева. По замыслу архитектура сооружение предполагалось оградить сплошным гранитным парапетом. При постройке взамен парапета была установлена чугунная решётка с бронзовыми барельефами работы скульптора Леопольда Дитриха.
В 1950 году на мосту были сняты трамвайные пути и произведён ремонт покрытия:29. В 1960 году на устоях восстановлены гранитные скамейки. В 1974 году выполнен капитальный ремонт сооружения. В 1986 году установлено новое ограждение парапетного типа из гранита.

## Конструкция
Мост однопролётный железобетонный арочный. Пролётное строение представляет собой железобетонный свод с отверстием в свету 15,5 м, нижняя поверхность которого имеет эллиптическое очертание. Толщина свода в замке — 30 см и в пятах — 55 см. Устои массивные железобетонные, на свайном основании, облицованы гранитом. Фасады облицованы серым гранитом с рустовым камнем в замке. Длина моста составляет 26,1 (36,9) м, ширина — 25,6 м.
Мост предназначен для движения автотранспорта и пешеходов. Проезжая часть включает в себя 4 полосы для движения автотранспорта. Покрытие проезжей части и тротуаров — асфальтобетон. Тротуары отделены от проезжей части высоким гранитным парапетом. Перильное ограждение чугунное художественного литья с бронзовыми барельефами, завершается на устоях полукруглым гранитным парапетом с гранитными скамьями. На левом берегу с верховой стороны устроен гранитный лестничный спуск к воде.